# Arena Nord
Die Arena Nord ist eine Mehrzweckhalle in der dänischen Hafenstadt Frederikshavn, Region Nordjylland. 

## Geschichte
Die Halle mit einem kreisrunden Grundriss gehört zu einem Komplex aus mehreren Sport- und Veranstaltungshallen, wie die Frederikshavn Badmintonhal, die Kampfsportschule Frederikshavn MMA und das Fitnessstudio SportsCenter Nord, die um sie angeordnet sind. Des Weiteren befinden sich auf dem Gelände das Fußballstadion Frederikshavn Stadion, Spielstätte des FFI Fodbold, und ein Trainingsplatz sowie ein Discgolfplatz. 
Die 2005 eröffnete Arena ist ein Mehrzweckbau für Tagungen, Konzerte, Musicals, Messen, Vorträge, Bankette, Stand-up-Comedy, Ausstellungen, Kultur- und Sportveranstaltungen an der Nordspitze des Landes. Sie verfügt zu Konzerten maximal über 4000 Plätze. Bei Vorträgen und Tagungen finden bis zu 2800 Personen Platz. In fünf Sälen bieten sich über 15.000 m² Fläche und ist der größte Komplex seiner Art nördlich des Limfjords. Verschiedene Sportvereine aus der Umgebung für Turnen, Unihockey (bzw. Floorball), Kampfsport, Badminton oder Handball nutzen die Arena Nord.
Die Arena Nord war ein Schauplatz der Handball-Weltmeisterschaft der Frauen 2015 und ist als Spielort der Handball-Weltmeisterschaft der Frauen 2023 vorgesehen. Ebenfalls 2023 fand die U-19-Floorball-Weltmeisterschaft in Frederikshavn statt. Auch für die Handball-Europameisterschaft der Frauen 2020 stand die Arena Nord auf der Liste und sollte die Partien der Gruppe B mit Schweden, Spanien, Russland und Tschechien beheimaten. Durch die COVID-19-Pandemie wurde die Anzahl der Spielstätten auf die Hallen Jyske Bank Boxen (Herning) und Sydbank Arena (Kolding) mit je maximal 500 Zuschauern reduziert.